# Hejdeby hällar
Hejdeby hällar este o arie protejată (arie specială de conservare — SAC, sit de importanță comunitară — SCI) din Suedia întinsă pe o suprafață de 15,8 ha, integral pe uscat.

## Localizare
Centrul sitului Hejdeby hällar este situat la coordonatele 57°38′10″N 18°23′07″E / 57.636°N 18.3852°E.

## Înființare
Situl Hejdeby hällar a fost declarat sit de importanță comunitară în mai 2006 pentru a proteja 1 specie de plante. Situl a fost protejat și ca arie specială de conservare în ianuarie 2014.

## Biodiversitate
Situată în ecoregiunea boreală, aria protejată conține 4 habitate naturale: Lespezi calcaroase, Taiga vestică, Alvar nordic și șisturi calcaroase precambriene, Formațiuni de Juniperus communis pe lande sau pajiști calcaroase.
La baza desemnării sitului se află o specie protejată de  plante: Encalypta mutica.
Pe lângă speciile protejate, pe teritoriul sitului au mai fost identificate 2 specii de nevertebrate.